# Stephanie Irwin
Stephanie Irwin (21 agosto 1990) è un'ex sciatrice alpina canadese.

## Biografia
Originaria di Calgary e attiva in gare FIS dal dicembre del 2005, in Nor-Am Cup la Irwin esordì l'8 dicembre 2006 a Lake Louise in discesa libera (28ª) e conquistò l'unico podio il 12 dicembre 2007 a Panorama in supercombinata (3ª). Il 3 e il 4 dicembre 2010 prese parte a due gare di Coppa del Mondo, le due discese libere disputate a Lake Louise, non completando la prima e chiudendo la seconda al 45º posto. Prese per l'ultima volta il via in Nor-Am Cup il 20 dicembre 2014 a Panorama in slalom gigante, senza completare la prova, e si ritirò durante la stagione 2014-2015; la sua ultima gara fu uno slalom gigante universitario disputato il 26 febbraio ad Alyeska, chiuso dalla Irwin al 18º posto. In carriera non prese parte a rassegne olimpiche o iridate.

## Palmarès

### Nor-Am Cup
- Miglior piazzamento in classifica generale: 6ª nel 2010
- 1 podio:
  - 1 terzo posto